# Madadesia microphtalma
Madadesia microphtalma es una especie de coleóptero de la familia Zopheridae.

## Distribución geográfica
Habita en Madagascar.